# Gumroad
Gumroad је е-комерц платформа која омогућава креаторима да директно продају своје производе својој публици. Основана је 2011. године од стране Сахила Лавингије и базирана је у Сан Франциску, Калифорнија. "Гумроад" омогућава креаторима да продају дигиталне производе, као што су е-књиге, дигитална музика, видео записи, софтвер и физички производи. Платформа пружа креаторима алате за креирање прилагођених "landingpage", праћење продаје и обраду плаћања.
Примарни фокус "Гумроад" је служење независним креаторима, као што су писци, музичари и дизајнери, који желе да продају своје производе без проласка кроз посреднике.

## Историја
Сахил Лавингија, који је био први дизајнер ангажован у компанији Pinterest и радио на дизајну за Turntable.fm, креирао је "Гумроад" током једног викенда 2011. године, са својих навршених 19 година. Лавингија је развио вештине кодирања кроз самостално учење, користећи Google за решавање сваког наиђеног проблема, што је сам потврдио у интервјуима. Овај подухват је представљао почетак развоја платформе која би омогућила креаторима да директно продају своје производе.
Концепт Гумроад-a родио се када је Лавингија желео да продаје сопствену фотореалистичну икону, схвативши да процес директне продаје захтева значајне напоре. Онда је дошао на идеју да осмисли сервис који би олакшао тај процес, чинећи га једноставним као што је дељење садржаја на интернету.
У почетку 2012. године, Лавингија, као једини члан тима Гумроуд-a, објавио је да је обезбедио почетни капитал од 1,1 милион долара од познате групе инвеститора, укључујући Accel и друге знамените инвеститоре.
Након три месеца, дошло је до објаве о улагању од 7 милиона долара у оквиру Серије А финансирања, коју је предводио Kleiner Perkins Caufield & Byers (KPCB), са Мајклом Аботом, бившим шефом инжењерства у тадашњем Twitter-у, као партнером у KPCB.
У септембру 2014. године, Twitter је у сарадњи са Гумроад-ом представио свој први комерцијални производ - дугме "Купи сада". Партнерство између ова два ентитета трајало је до јануара 2017. Те исте године, Гумроуд је лансирао свој први мобилни производ - апликацију за iPhone која омогућава приступ купљеном садржају кроз мобилну библиотеку.

## Иновације и развој платформе
"Гумроад" није само остао пасиван у пружању услуга, већ је константно радио на унапређењу и додавању нових функција. Од свог оснивања, платформа је проширила спектар алата који су доступни креаторима, укључујући напредну аналитику, маркетиншке и промотивне алате, као и подршку за различите врсте дигиталних и физичких производа. Један од значајних додатака је био увођење функције за претплате, омогућавајући креаторима да понуде садржај на основу чланства или редовних издања, што је значајно допринело моделу рецидивног прихода за независне уметнике и предузетнике.
Поред тога, "Гумроад" је посветио пажњу и унапређењу корисничког искуства, како за креаторе тако и за купце. Интерфејс платформе је учињен једноставнијим и интуитивнијим, са лакшим начинима за навигацију и откривање садржаја. Такође, побољшана је подршка за мобилне уређаје, чинећи "Гумроад" погоднијим за коришћење у покрету.
У духу подршке заједници креатора, Гумроад је такође учествовао у разним иницијативама и партнерствима која подржавају уметнике и предузетнике. Ово укључује образовне ресурсе, вебинаре и радионице, као и сарадњу са другим платформама и организацијама у циљу проширења могућности за своје кориснике.
Кроз ове иновације и непрекидни развој, "Гумроад" је успео да остане релевантан и конкурентан на брзо мењајућем тржишту дигиталних производа, истовремено подржавајући своју заједницу креатора у реализацији њихових креативних и предузетничких циљева.

## Уметници на Гумроад-у
Гумроад је коришћен од стране бројних познатих и независних музичара за продају својих производа, међу којима су Eminem, Bon Jovi, Garth Brooks, Ryan Leslie и други.
Компанија Magnolia Pictures користи Гумроад за дистрибуцију пажљиво одабраног избора филмова. Слично, Landmark Theatres такође нуди избор филмова путем Гумроад-a, укључујући филмове као што су "Jiro Dreams of Sushi", "Man on Wire", "Gonzo", "Page One: Inside the New York Times" и "Jesus Camp".
И популарни аутори као што су Tim Ferriss, Chris Guillebeau такође објављују своје књиге на Гумроуду.